# إسماعيل أباد (حومة بم)
إسماعیل أباد (بالفارسية: اسماعیل‌آباد) هي قرية تقع في إيران في منطقة مركزية ريفية.